# أندي غرين (لاعب دارت)
أندي غرين (بالإنجليزية: Andy Green)‏ هو لاعب دارت أمريكي، ولد في 4 ديسمبر 1946 في توررانسي في الولايات المتحدة.

## وصلات خارجية
- أندي غرين على موقع DartsDatabase.co.uk (الإنجليزية)